# Bappa Rawal
Bappa Rawal, (actual India, c. siglo VIII)  fue un gobernante del reino de Mewar (Medapata) un reino medieval localizado en el actural estado de Rajastán, India. Las crónicas lo describen como miembro del clan rajput de los guhilas, y algunos de ellos lo consideran el fundador de la dinastía Guhila. Se le atribuye haber repelido la invasión omeya de India.

## Leyendas
Según el texto del siglo XV Ekalinga Mahatmya (también llamado Ekalinga Purana), Bappa era el noveno descendiente del fundador de la dinastía Guhila, Guhadatta. El texto le atribuye el establecimiento del reino de Mewar en 728 y la construcción del templo Eklingji.
El Ekalinga Mahatmya y otras crónicas bárdicas afirman que el padre de Bappa, Nagaditya, y todos los demás miembros masculinos de su familia murieron en una batalla con los Bhils de Idar . Permaneció disfrazado, acompañado por sus dos leales asistentes. Fue criado por una dama brahmán de Nagda, quien lo empleó como cuidador de vacas. Un día, conoció al sabio Harit Rashi. El sabio acordó iniciarlo en una orden Shaivita y otorgarle inmortalidad y poderes sobrenaturales. Con este poder, derrotó a los asesinos de su padre y estableció el Reino de Mewar.
Según las leyendas, el rishi también animó a Bappa a construir el renombrado Templo Eklingji en Nagda, que desde entonces ha sido la deidad familiar de los gobernantes de Mewar.
El indólogo David Gordon White señala que existe una leyenda similar que involucra al sabio Gorakhnath y al ShaGorkha Prithvi Narayan. El escritor del siglo XI Al-Biruni también registró una leyenda similar que involucra al alquimista Vyadi y al rey Vikramaditya .

## Historia

### Periodo
El período exacto de Bappa Rawal no es seguro. Según el Ekalinga Mahatmya, Bappa Rawal estableció el reino de Mewar en el año 728, y abdicó del trono en 753. Diversos autores creían que se trataba de una fecha auténtica.

### Identificación
La palabra «Bappa» significa  'padre', y «Rawal» es un título real. Por lo tanto, académicos como Chintaman Vinayak Vaidya, la arqueóloga Devadatta Ramakrishna Bhandarkar, el historiador Gaurishankar Hirachand Ojha y Kaviraj Shyamaldas creen que «Bappa Rawal» no sería un nombre propio.
Bappa Rawal se menciona en algunas inscripciones que proporcionan listas genealógicas de la dinastía Guhila, pero otras inscripciones con tales listas no lo mencionan. Por ejemplo, se le menciona en la inscripción de Unawas de 959 y en la inscripción de Ekling de 971: pero ni la inscripción de Atpur de 977 ni la inscripción de Kadmal de 1083 lo mencionan. Por lo tanto, los historiadores han asumido que «Bappa Rawal» es un epíteto de uno de los gobernantes de Guhila, y diferentes eruditos han tratado de identificarlo con diferentes reyes de guhilas.
Según las inscripciones de Atpur y Kadmal, el gobernante guhila Mahendra fue sucedido por Kalabhoja. Varios historiadores, como G. H. Ojha, han identificado a Bappa Rawal como Kalabhoja, porque la inscripción de Atpur de 977 menciona a Khumana como hijo de Kalabhoja, y la inscripción de Maharawal Pata de Uparaganva (Dungarpur) de 1404 nombra a Khumana como el hijo de Bappa Rawal. R. V. Somani respalda esta identificación, pero advierte que la evidencia no es concluyente: Bappa Rawal pudo haber sido un gobernante diferente que pertenecía a otra rama de los Guhilas.
La inscripción de Atpur nombra a Śila como sucesora de Nāga y predecesora de Aparājita. La inscripción de Kumbhalgarh de 1460 nombra a Bappa como el sucesor de Nāga y predecesor de Aparājita. Esto sugiere que Bappa Rawal era otro nombre de Shiladitya (Śila), el bisabuelo de Kalabhoja. Con base en esta evidencia, Dasharatha Sharma y D. C. Sircar han identificado a Bappa Rawal con Shiladitya. Sin embargo, R. V. Somani cuestiona esta identificación, argumentando que esta inscripción contiene varios errores, incluyendo nombrar a Bappa Rawal como el padre de Guhadatta (quien fue el fundador de la dinastía según algunas otras inscripciones).
Otros historiadores, como D. R. Bhandarkar, identificaron a Bappa Rawal con el hijo de Kalabhoja, Khumana, según el cálculo del reinado promedio de los gobernantes de Guhila.

## Guerra contra los árabes
Bappa Rawal derrotó a los árabes invasores principalmente después de hacer la Confederación con el gobernante Pratihara Nagabhata I y expulsarlos de regreso a Irán .
Cuando Bappa Rawal regresaba a Mewar, estableció puestos militares cada 100 km con 1000 efectivos. Uno de sus famosos puestos militares, que lleva su nombre, se conoce como Rawalpindi en el Pakistán moderno. Después de asaltar con éxito Afganistán, derrotó y mató al comandante contemporáneo Salim de Afganistán e hizo rey a su sobrino Ghazni. Después de su muerte, los Rajput detuvieron las invasiones árabes y turcas durante siglos hasta la Segunda Batalla de Tarain en 1192.
Según algunas leyendas, Bappa Rawal capturó el famoso Chitrakuta (Fuerte de Chittor) de los mlechchhas .

### Teorización
Académicos como R.C. Majumdar y R.V. Somani teorizan que los invasores árabes derrotaron a los antiguos gobernantes de Chittor, y Bappa Rawal obtuvo el control de Chittor después de rechazar a los invasores árabes. Según Majumdar, los moris (mauryas) gobernaban en Chittor cuando los árabes (mlechchhas) invadieron el noroeste de la India alrededor del año 725. Los árabes derrotaron a los moris y, a su vez, fueron derrotados por una confederación que incluía a Bappa Rawal. Majumdar cree que su heroísmo contra los árabes elevó el estatus de Bappa Rawal hasta tal punto que llegó a ser considerado erróneamente como el fundador de la dinastía. R.V. Somani teorizó que Bappa era parte de la confederación antiárabe formada por el gobernante Pratihara Nagabhata I. Somani también especula que Bappa Rawal podría haber luchado del lado de Pratihara en su defensa contra las invasiones de Rashtrakuta .
Shyam Manohar Mishra, de la Universidad de Lucknow, sostiene que Bappa Rawal fue originalmente un vasallo del gobernante mori Manuraja (Maan Maurya). Probablemente dirigió la campaña de los moris contra los árabes, lo que lo hizo más famoso que su señor supremo. Más tarde, depuso a Manuraja (Maan Maurya) o se convirtió en rey después de que Manuraja muriera sin hijos.
Otros historiadores dudan de la historicidad de la conquista de Chittor por parte de Bappa, argumentando que los guhilas no controlaban Chittor antes del reinado del descendiente de Kalabhoja, Allata.
El historiador de arte Hermann Göetz especuló que Bappa Rawal sirvió al rey de Cachemira Lalitaditya como vasallo.

## Monedas de oro
Son muchas las monedas de oro, con la leyenda de Nagari "Shri Voppa" o "Shri Vopparaja", que se han atribuido a Bappa Rawal. Sin embargo, se discute la identificación de Voppa o Vopparaja con Bappa Rawal. Estas monedas se han atribuido alternativamente al rey Vappuka de la dinastía Surasena, a quien se menciona en una inscripción de 955 (1012 VS) de Bayana .
Una moneda de oro lleva la leyenda "Shri Voppa" y presenta íconos de Shavite: un trishula (tridente), un linga y un toro . Debajo de estos está la imagen de un hombre en posición postrada. El hombre tiene facciones con grandes orejas perforadas, y los agujeros son exagerados. Según el indoligista David Gordon White, esto puede ser una representación de la iniciación de Bappa en una secta Shaivita, ya que la perforación de orejas se ha asociado con los Nath Siddhas (una secta Shaivita), que eran custodios del santuario Eklingji antes del siglo XVI. White, sin embargo, cree que es más probable que Bappa haya sido iniciado en la secta Pashupata . Los nombres de Pashupata comúnmente terminaban en Rashi ( IAST : Rāśi) y, por lo tanto, Harit Rashi probablemente era un sabio de Pashupata. Además, "Rawal" (del sánscrito rāja-kula, "linaje real") era el nombre de un clan entre los Pashupatas en el siglo VIII: en el siglo XIII, este clan fue absorbido por la secta Nath.
Una moneda de oro presenta a Rama con un halo sosteniendo un arco y una flecha, con un toro a su izquierda y un elefante a su derecha. El otro lado de la moneda presenta a un gobernante entronizado con asistentes a sus lados, con la leyenda "Shri Voppa" debajo.
Otra moneda de oro presenta la leyenda "Shri Vopparaja", con las imágenes de un toro, un tridente, un linga y un asistente. El otro lado presenta una vaca con un ternero lactante.

## Probable muerte
Según otra leyenda, Bappa llegó a Chittor, que era posesión de Paramari, donde fue designado a la cabeza de las tropas de tal ciudad. La cual fue defendida fervientemente de cualquier invasor. Así como defendió la ciudad, al mismo tiempo expulsó al antiguo gobernante. Desde el punto de vista de la moral militar de Rajput, todo lo realizado por Bappa Rawal fue justo y correcto.
Bappa Rawal gobernó por un corto tiempo. Pronto cayó enfermo. Cuando se recuperó, se anotició que el médico usó una mezcla de una poción, que incluía un trozo de oreja de vaca. El uso de estas "drogas" para su religión era inaceptable: debido a esta profanación herética, pasó a una casta inferior. Ante esta situación bebió plomo para acabar con su vida. 

## Monumentos
El templo Shri Bappa Rawal está dedicado a Bappa Rawal en Mathatha, Rajasthan, ubicado cerca del templo Eklingji, a 24 kilómetros al norte de Udaipur.

## En la cultura popular
El cine mudo indio de 1925 Mewadpati Bappa Rawal retrató la vida de Rawal en la pantalla.
A su vez, es uno de los líderes que forma parte de la tribu de los indios en Age of Empires II: The Forgotten.